# ADO
ADO (от англ. ActiveX Data Objects — «объекты данных ActiveX») — интерфейс программирования приложений для доступа к данным, разработанный компанией Microsoft (MS Access, MS SQL Server) и основанный на технологии компонентов ActiveX. ADO позволяет представлять данные из разнообразных источников (реляционных баз данных, текстовых файлов и т. д.) в объектно-ориентированном виде.

## Описание
Объектная модель ADO состоит из следующих объектов высокого уровня и семейств объектов:
- Connection (представляет подключение к удалённому источнику данных)
- Recordset (представляет набор строк, полученный от источника данных)
- Command (используется для выполнения команд и SQL-запросов с параметрами)
- Record (может представлять одну запись объекта Recordset или же иерархическую структуру, состоящую из текстовых данных)
- Stream (используется для чтения и записи потоковых данных, например, документов XML или двоичных объектов)
- Errors (представляет ошибки)
- Fields (представляет столбцы таблицы базы данных)
- Parameters (представляет набор параметров SQL-инструкции)
- Properties (представляет набор свойств объекта)

Компоненты ADO используются в языках высокого уровня, таких как VBScript в ASP, JScript в WSH, Visual Basic, Delphi.
Последней версией ADO является версия 2.8. В рамках платформы Microsoft .NET интерфейс ADO заменён ADO.NET.

## Примеры
- Пример использования ADO в ASP. Получаем поле «Name» из таблицы «Phonebook», где «PhoneNumber» равно «555-5555».

```
Dim
 
myconnection
,
 
myrecordset
,
 
name

Set
 
myconnection
 
=
 
server
.
createobject
(
"ADODB.Connection"
)

Set
 
myrecordset
 
=
 
server
.
createobject
(
"ADODB.Recordset"
)

myconnection
.
open
 
mydatasource

myrecordset
.
open
 
"Phonebook"
,
 
myconnection

myrecordset
.
find
 
"PhoneNumber = '555-5555'"

name
 
=
 
myrecordset
.
fields
.
item
(
"Name"
)

myrecordset
.
close

 

set
 
myrecordset
 
=
 
nothing

set
 
myconnection
 
=
 
nothing

```

- Эквивалент предшествующего кода, который использует SQL-скрипты вместо объекта Recordset.

```
dim
 
myconnection
,
 
myrecordset
,
 
name

set
 
myconnection
 
=
 
server
.
createobject
(
"ADODB.connection"
)

myconnection
.
open
 
mydatasource

set
 
myrecordset
 
=
 
myconnection
.
execute
(
 
_

    
"SELECT Name FROM Phonebook WHERE PhoneNumber = '555-5555'"
)

name
 
=
 
myrecordset
(
0
)
 

myrecordset
.
close

 

set
 
myrecordset
 
=
 
nothing

set
 
myconnection
 
=
 
nothing

```